# Filmografia de Jet Li

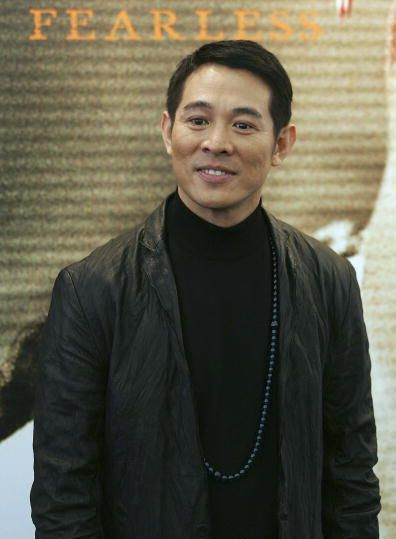
Jet durante a premiê Fearless em 2007.

Jet Li é um artista marcial nascido na China e naturalizado singapurense, campeão aposentado de wushu, ator, produtor cinematográfico e filantropo. Seu primeiro papel em um filme não chinês foi como vilão no filme de ação policial Máquina Mortífera 4 (1998), ao lado de Mel Gibson e Danny Glover. Seu primeiro papel de destaque em um filme de Hollywood foi como Han Sing no filme de ação e artes marciais Romeu tem que Morrer (2000), com Aaliyah. Desde então, ele estrelou outros filmes de ação internacionais, incluindo os filmes franceses produzidos por Luc Besson: Beijo do Dragão (2001) e Medo Sem Fim (2005). Ele também contracenou com Jason Statham em O Confronto (2001) e Guerra Mortal (2007), com Jackie Chan em O Reino Proibido (2008), participou dos três primeiros filmes da franquia Os Mercenários (2010–2014) ao lado de Sylvester Stallone, e interpretou o vilão-título em A Múmia: Tumba do Imperador Dragão (2008). Em 2020, ele interpretou o Imperador da China no filme de fantasia em live-action da Disney Mulan.

Considerando as estatísticas do US Box Office, o filme mais bem sucedido de Jet Li em Agosto de 2010 é Máquina Mortífera 4, que arrecadou mais de 130 milhões de dólares no mercado interno, enquanto o segundo é A Múmia: Tumba do Imperador Dragão, com mais de 102 milhões de dólares. Herói é o terceiro filme em língua estrangeira mais bem sucedido nos Estados Unidos e um dos seus melhores filmes aclamados pela crítica. O Mestre das Armas é o sexto filme em língua estrangeira mais bem sucedido de todos os tempos nos Estados Unidos.
| Ano  | Título                                 | Título em chinês       | Personagem                | Notas                                                 |
| ---- | -------------------------------------- | ---------------------- | ------------------------- | ----------------------------------------------------- |
| 1982 | Shaolin Temple                         | 少林寺                 | Jueh Yua                  |                                                       |
| 1983 | Kids From Shaolin                      | 少林小子               | San Lung                  |                                                       |
| 1986 | Born to Defence                        | 中華英雄               | Jet Director              |                                                       |
| 1986 | Martial Arts of Shaolin                | 南北少林               | Zhi Ming                  |                                                       |
| 1988 | Abbot Hai Teng of Shaolin              | 东方的龙               | Jet Li                    |                                                       |
| 1989 | The Master                             | 龍行天下               | Jet                       |                                                       |
| 1991 | Once Upon a Time in China              | 黃飛鴻                 | Wong Fei Hung             |                                                       |
| 1993 | Fong Sai-yuk                           | 龍行天下               | Fong Sai-yuk Produtor     |                                                       |
| 1993 | Fong Sai-yuk II                        | 方世玉續集             | Fong Sai-yuk Produtor     |                                                       |
| 1993 | Twin Warriors                          | 太極張三豐             | Junbao                    |                                                       |
| 1993 | Last Hero in China                     | 黃飛鴻之鐵雞斗蜈蚣     | Wong Fei Hung Produtor    |                                                       |
| 1993 | The Defender                           | 后卫                   | Jet Li                    |                                                       |
| 1993 | Kung Fu Mestre Cult                    | 倚天屠龙记 之 魔教教主 | Zhang Wuj                 |                                                       |
| 1994 | Lutar ou Morrer                        |                        | Chen Zhen                 |                                                       |
| 1995 | Dragon Kid                             | 給爸爸的信             | Kung Wei                  |                                                       |
| 1996 | Black Mask                             | 黑俠                   | Tsui Chik / Máscara Negra |                                                       |
| 1996 | Dr. Wai in The Scripture with No Words | 冒險王                 | Chow Si Kit               |                                                       |
| 1997 | Once Upon a Time in China and America  | 黃飛鴻之西域雄獅       | Wong Fei Hung             |                                                       |
| 1998 | Hitman                                 | 殺手之王               | Fu                        |                                                       |
| 1998 | Lethal Weapon 4                        | 致命武器4              | Wah Sing Fu               |                                                       |
| 2000 | Romeo Must Die                         | 致命羅密歐             | Han Sing                  |                                                       |
| 2001 | The One                                | 最後一強               | Gabriel Yulaw             |                                                       |
| 2001 | Kiss of the Dragon                     | 龍之吻                 | Liu Jian                  |                                                       |
| 2002 | Herói                                  | 英雄                   | Nameless                  |                                                       |
| 2003 | Cradle 2 The Grave                     | 同盜一擊               | Su Duncan                 |                                                       |
| 2005 | Unleashed                              | 不死狗                 | Danny Produtor            | Também conhecido como Danny the Dog                   |
| 2006 | Fearless                               | 霍元甲                 | Huo Yuanjia Produtor      | Também conhecido como Legend of a Fighter (Hong Kong) |
| 2007 | The Warlords                           | 投名狀                 | General Ma Xinyi          |                                                       |
| 2007 | War                                    | 玩命對戰               | Rogue                     | Também conhecido como Rogue Assassin or Rogue         |
| 2008 | The Mummy: Tomb of the Dragon Emperor  | 盜墓迷城3              | Imperador Han             |                                                       |
| 2008 | The Forbidden Kingdom                  | 功夫之王               | Sun Wukong/ Mestre Macaco |                                                       |
| 2009 | The Founding of a Republic             | 建國大業               | Chen Shaokuan             |                                                       |
| 2010 | Ocean Heaven                           | 海洋天堂               | Sam Wong                  |                                                       |
| 2010 | The Expendables                        | 浴血任務               | Yin Yang                  |                                                       |
| 2011 | The Sorcerer and the White Snake       | 白蛇傳說之法海         | Abott Fahai               |                                                       |
| 2011 | Flying Swords of Dragon Gate           | 龍門飛甲               | Chow Wai On               |                                                       |
| 2012 | The Expendables 2                      | 浴血任務               | Yin Yang                  |                                                       |
| 2013 | Badges Of Fury                         | 不二神探               | Huang Feihong             |                                                       |
| 2014 | The Expendables 3                      | 浴血任務3              | Yin Yang                  |                                                       |
| 2016 | League of Gods                         | 封神榜                 | Jiang Ziya                |                                                       |